# Edifici al raval del Convent, 3 (Guissona)
Edifici al raval del Convent, 3 és una obra de Guissona (Segarra) protegida com a Bé Cultural d'Interès Local.

## Descripció
Edifici de tres plantes, arrebossat i pintat de gris. A la planta baixa trobem dues grans obertures amb dates gravades al centre de la llinda, de proporcions rectangulars i amb lluernes al damunt. La de l'esquerra dona accés als pisos superiors i té una porta moderna de fusta i ferro forjat amb detalls geomètrics. La lluerna superior està tapiada. La de la dreta és de fusta i la lluerna està protegit amb una reixa de forja. El parament és de pedra pintada. Les dues plantes responen al mateix esquema de dues portes balconeres amb el seu respectiu balcó de forja. Una línia d'imposta separa cadascuna de les plantes. L'edifici és coronat per una cornisa damunt la qual s'aixeca una barana recta i un frontó ovalat.
(Text procedent del POUM)